# Reisigbündel

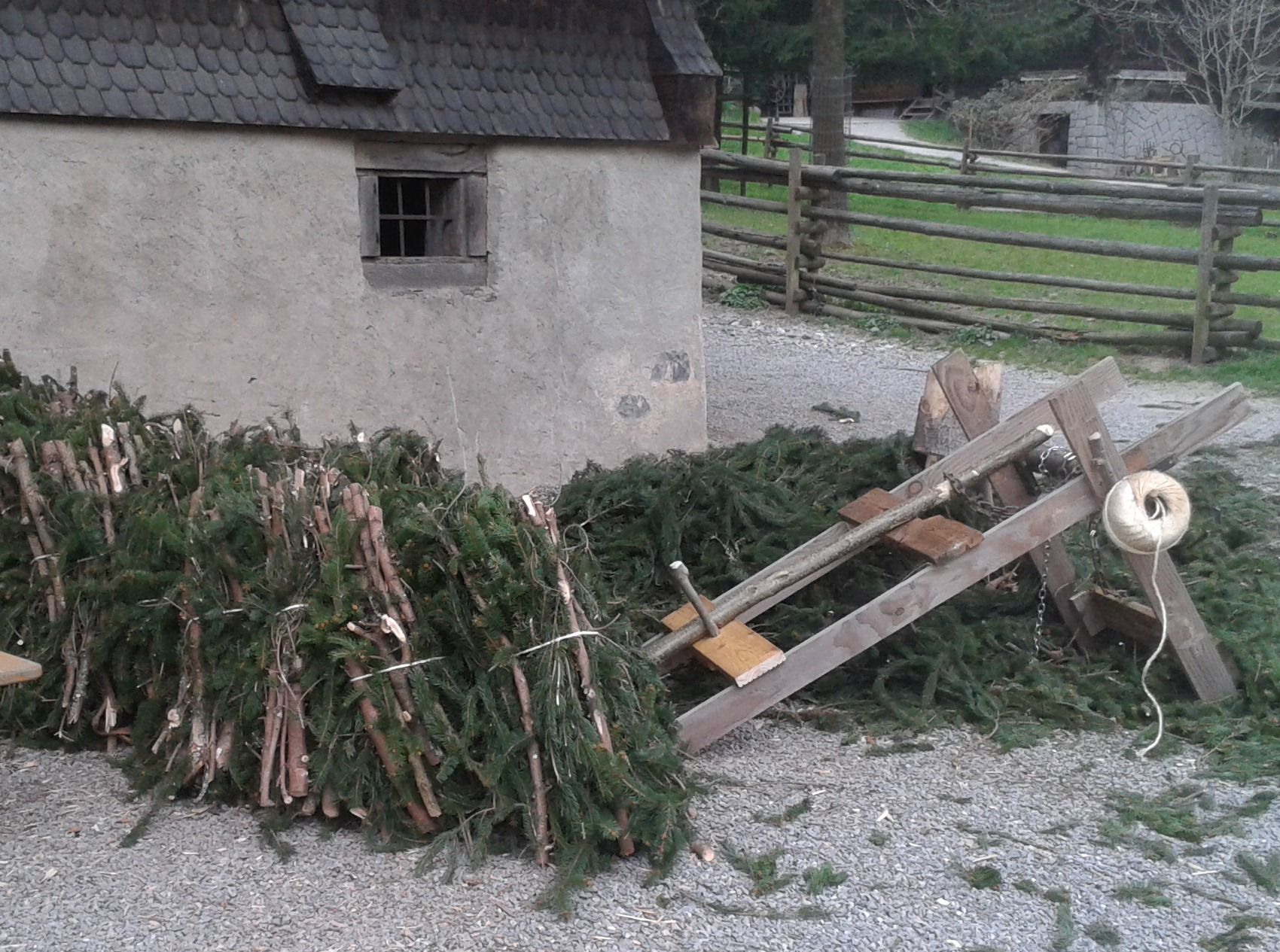
Arbeitsplatz des „Wellenmachers“ mit Wellenbock im Schwarzwälder Freilichtmuseum Vogtsbauernhof im April 2015

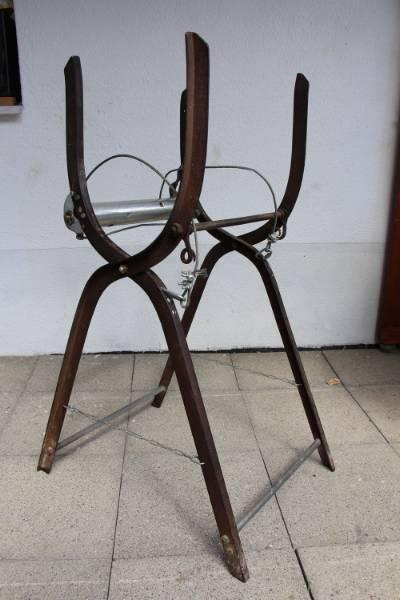
Gerät zur Herstellung von Reisigbündeln

Reisigbündel, im alemannischen Raum Welle (oder verdeutlichend Reisigwelle), Wedele, Staude, Burdeli, Bürdeli, Büscheli oder Buscheln, sind Bündel aus Reisig und Geäst. Im Norddeutschen werden Reisigbündel als Wasen bezeichnet. Sie werden gewöhnlich mit Hilfe von einem speziellen Gerät, dem „Bock“, hergestellt und werden zum Heizen in Kachelöfen verwendet.

## Herstellung und Verwendung
Für das Herstellen eines Reisigbündels braucht man einen Gertel oder ein Säsle, einen (Wellen-)Bock mit dem das Reisig zusammengepresst oder -geknebelt wird, sowie etwas Draht oder Schnur, die zum Zusammenbinden verwendet wird und dem Bündel Stabilität verleiht. Je nach Länge des (Kachel-)Ofens, in dem die Wellen verheizt werden sollen, werden die dickeren Äste mit dem Säsle/Gertel auf etwa 1 m Länge zugehauen. Die Kunst besteht dann darin, die Äste und das dünnere Material so anzuordnen, dass die dickeren Bestandteile die „Außenhülle“ der Welle bilden. Die „Wellenbengel“ halten also alles zusammen.
Zwischen der Herstellung und dem Verbrauch sollten mindestens drei Jahre liegen, damit das Holz genug trocken ist. In dieser Zeit verringert sich das Gewicht auf etwa die Hälfte.
Mit einer einzigen guten Welle, die auch ein paar Hartholzprügel enthält, kann man einen Kachelofen (Grundofen) einen ganzen Tag warm halten. Das dünnere Reisig im Inneren (das sogenannte Gfräss) sorgt dafür, dass die Welle beim Anzünden augenblicklich brennt. Die dickeren Äste liefern den größten Teil der Heizenergie.

## Waldrecht
Im Gegensatz zum Schlagen von Bäumen ist es gewöhnlich erlaubt, Reisigbündel im Wald anzufertigen, ohne dass dies als Waldfrevel gewertet würde.